# No Judgement
No Judgement è un singolo del cantante irlandese Niall Horan, pubblicato il 7 febbraio 2020 come terzo estratto dal secondo album in studio Heartbreak Weather.

## Pubblicazione
Horan ha annunciato la data di pubblicazione del brano il 4 febbraio 2020, dopo aver anticipato il titolo nel video musicale di Nice to Meet Ya.

## Video musicale
Il video musicale, diretto da Drew Kirsch, è stato pubblicato in concomitanza con l'uscita del brano attraverso il canale YouTube del cantante.

## Tracce
Testi e musiche di Niall Horan, Julian Bunetta, John Ryan, Tobias Jesso Jr. e Alexander Izquierdo.
Download digitale
1. No Judgement – 2:56

Download digitale – Acoustic
1. No Judgement (Acoustic) – 3:10

Download digitale – Steve Void Remix
1. No Judgement (Steve Void Remix) – 2:41

## Formazione
Musicisti
- Niall Horan – voce, cori, chitarra
- Julian Bunetta – cori, programmazione, tastiera, chitarra, batteria
- Nate Mercereau – chitarra
- Aaron Sterling – batteria, percussioni
- John Ryan – basso

Produzione
- Julian Bunetta – produzione
- Tobias Jesso Jr. – produzione
- Jeff Gunnell – ingegneria del suono
- Jesse Munsat – assistenza all'ingegneria del suono
- Mark 'Spike' Stent – missaggio
- Michael Freeman – assistenza al missaggio
- Matt Wolach – assistenza al missaggio aggiuntiva
- Chris Gehringer – mastering
- Will Quinell – assistenza al mastering

## Classifiche
| Classifica (2020) | Posizione massima |
| ----------------- | ----------------- |
| Belgio (Fiandre)  | 48                |
| Belgio (Vallonia) | 51                |
| Canada            | 100               |
| Croazia           | 46                |
| Irlanda           | 6                 |
| Lituania          | 67                |
| Paesi Bassi       | 55                |
| Portogallo        | 170               |
| Regno Unito       | 32                |
| Stati Uniti       | 97                |